# Bandera de Tlaxcala
La Bandera de Tlaxcala consisteix en un rectangle dividit en dues franges verticals de mesures idèntiques, amb els colors en el següent ordre a partir del pal de la bandera: vermell i blanc. Entre les franges vermella i blanca, té l'escut estatal i al centre, amb un diàmetre de tres quartes parts de l'ample d'aquesta franja. No obstant això, històricament han aparegut banderes de les actuals entitats federatives des de temps anteriors a la independència de Mèxic com la bandera de la república indígena de Tlaxcala.